# British United Airways
British United Airways (BUA) war eine britische Fluggesellschaft. Sie entstand im Juli 1960 durch den Zusammenschluss von Airwork (UK), Air Charter (UK) und Hunting-Clan Air Transport.

## Geschichte

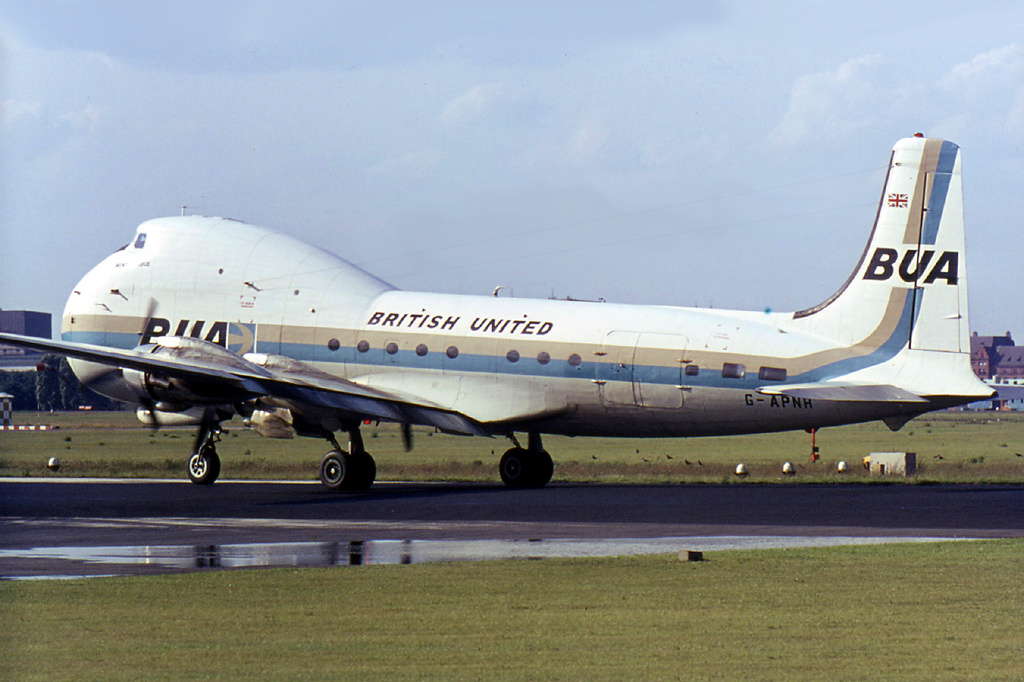
ATL-98 Carvair der BUA, Berlin-Tempelhof 1967

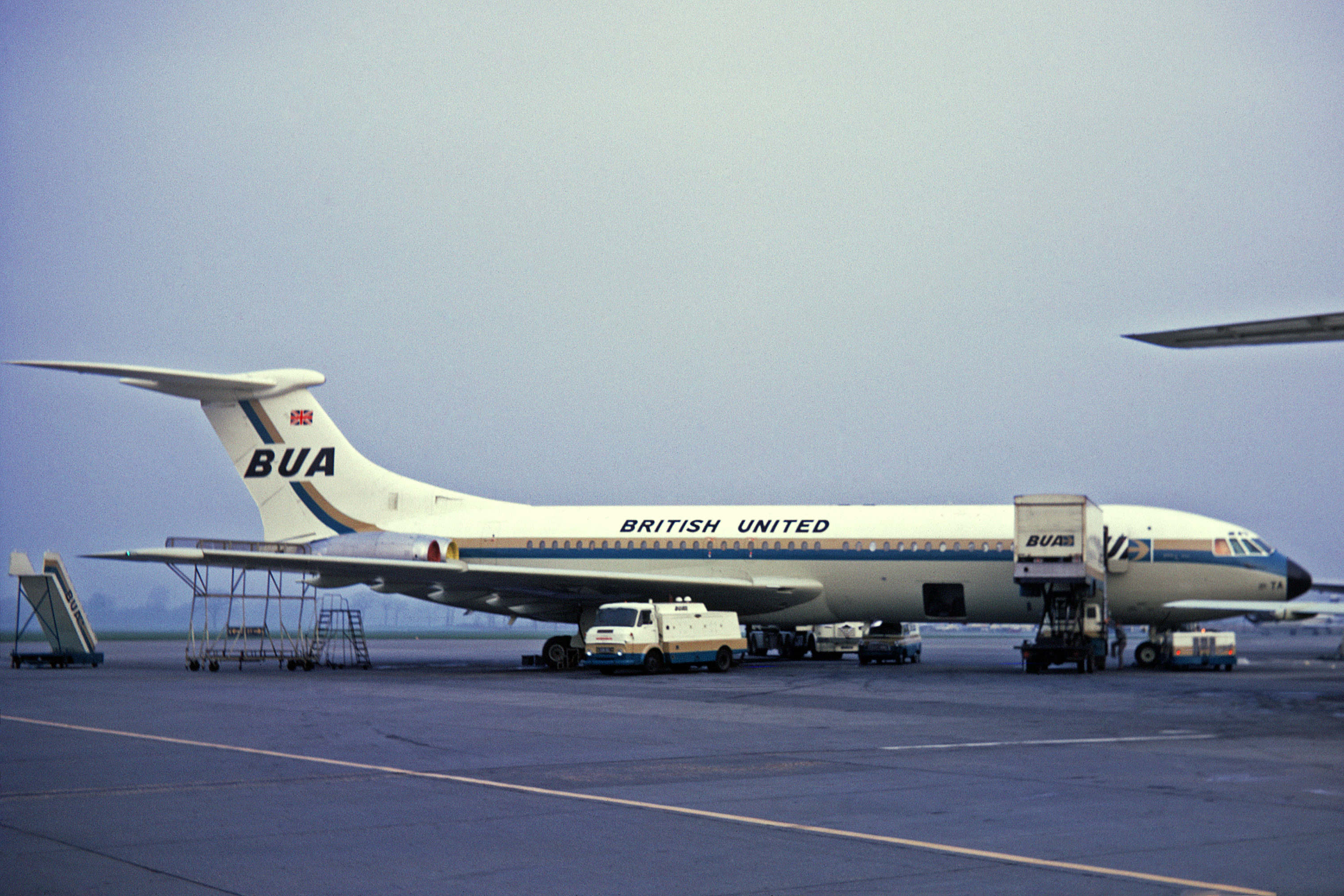
VC-10 der BUA, 1969

BUA begann ihren Dienst mit einer Flotte von insgesamt 20 Bristol Britannia, Vickers Viscount, Douglas DC-3/C-47, DC-4 und DC-6. Hauptziel der Aktivitäten war Afrika, von wo die staatlichen britischen Fluggesellschaften aus Rentabilitätsgründen sich zunehmend zurückgezogen hatten. Darüber hinaus gab es einen Liniendienst nach Gibraltar, Rotterdam, Le Touquet und auf die Kanal-Inseln. Zwischen 1960 und 1965 wurde sie von Freddie Laker, dem späteren Gründer der Laker Airways, geführt. Unter Laker wurde British United zur größten ausschließlich in Privatbesitz befindlichen Fluggesellschaft Großbritanniens.
Bald wurden die ersten zwei, von Hunting-Clan Air Transport übernommenen Bristol Britannia in Dienst gestellt. Kurz darauf wurde auch ein neuer Fahrzeugtransport zu den Kanalinseln aufgenommen, der mit Aviation Traders ATL-98 (auch als „Carvair“ bekannt) durchgeführt wurde.
Im Jahr 1962 wurden über die British United Group, die Holding der BUA, zwei weitere Fluggesellschaften (Jersey Airlines und Silver City Airways) erworben und als British United (Channel Islands) Airways (BUA (C.I.)) in die Holding eingegliedert, wobei C.I. für Channel Islands stand. Bei der Reorganisation der BUA-Gruppe 1968 ging diese in der British United Island Airways (BUIA) auf. Als BUA 1970 in der British Caledonian Airways aufging, war BUIA davon nicht betroffen und wurde in British Island Airways umbenannt.
Im Jahr 1964 wurden zwei Vickers VC-10 für die Afrika-Routen in Dienst gestellt, im Jahr darauf folgten BAC 1-11. Damit konnte die BUA auch mit der staatlichen British European Airways (BEA) im Mittelstreckenverkehr nach Europa in Wettbewerb treten. Die letzte C-47 konnte 1968 durch die moderne Handley Page Dart Herald ersetzt werden.
Nachdem BUA in finanzielle Probleme geraten war, wurde im November 1970 der Zusammenschluss mit der Caledonian Airways bekannt gegeben. Aus dem Zusammenschluss ging die Fluggesellschaft British Caledonian Airways hervor.

## Flotte
Der BUA-Konzern betrieb u. a. folgende Flugzeugtypen:
- ATL-98 Carvair
- BAC 1-11
- Bristol 170 Freighter
- Bristol 175 Britannia
- De Havilland DH.114 Heron
- Douglas DC-3/C-47
- Douglas DC-4
- Douglas DC-6
- Handley Page Herald
- Scottish Aviation Twin Pioneer
- Vickers Viscount
- Vickers VC10

## Zwischenfälle
Während ihres Bestehens von 1960 bis 1970 kam es bei British United Airways zu drei Totalverlusten von Flugzeugen, davon bei einem mit Todesfällen.

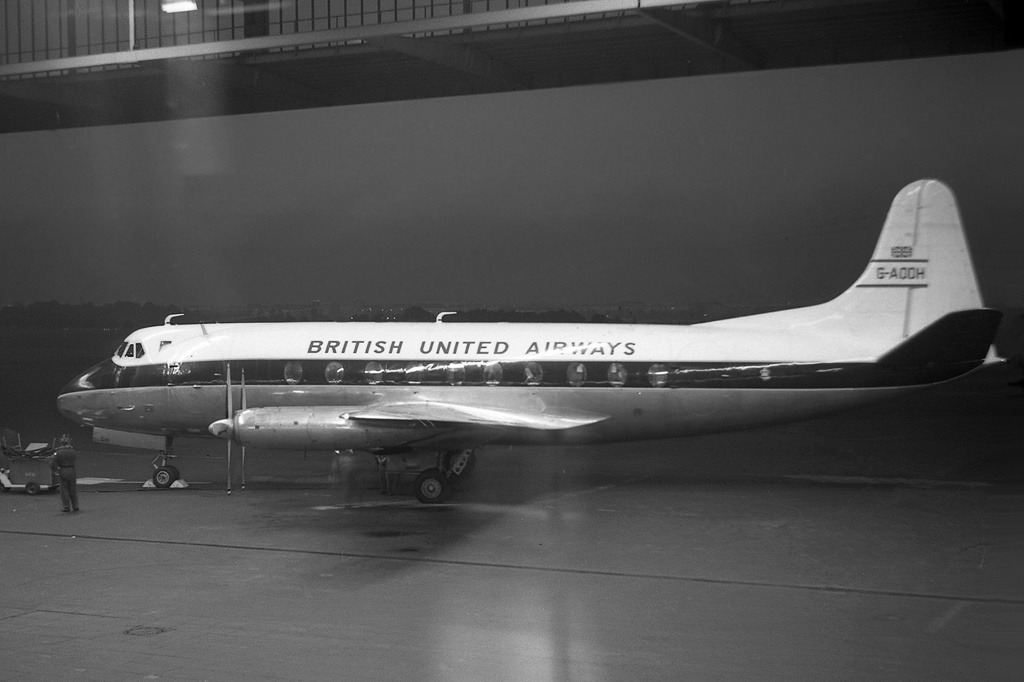
Die Viscount G-AODH der British United Airways am 30. Oktober 1961 auf dem Flughafen Tempelhof, kurz bevor sie am selben Tag in Frankfurt verunglückte

- Am 30. Oktober 1961 wurde eine Vickers Viscount 736 der British United Airways (Luftfahrzeugkennzeichen G-AODH) auf dem Flug von Berlin-Tempelhof zum Flughafen Frankfurt irreparabel beschädigt. Nachdem der Kapitän in schlechter Sicht unter die vorgeschriebene Entscheidungshöhe geflogen war, schlug die Maschine bei einem Durchstartversuch neben der Landebahn auf. Alle vier Besatzungsmitglieder und 16 Passagiere überlebten den Unfall.[4][5]

- Am 14. April 1965 verunglückte eine aus Paris-Orly kommende Douglas DC-3/C-47B der British United Airways (G-ANTB) kurz vor dem Flughafen Jersey. Obwohl bei sehr niedrigen Wolken und schlechter Sicht nach den vorgeschriebenen Wettermindestbedingungen kein Anflug zulässig war, entschied der Flugkapitän auch nach einem Durchstarten, einen erneuten Anflug durchzuführen. Dabei kollidierte das Flugzeug mit dem nur 18 m hohen äußersten Mast der Anflugbefeuerung, knapp 1 km vor der Landebahn, stürzte auf ein Feld und ging in Flammen auf. Von den 27 Insassen überlebte lediglich die Stewardess. Zum Zeitpunkt des Absturzes lagen die Sichtverhältnisse weit unter dem für eine Landung zulässigen Minimum.[6]

- Am 14. Januar 1969 brachen die Piloten einer BAC-111-201AC der British United Airways (G-ASJJ) auf dem Weg nach London-Gatwick am Flughafen Mailand-Linate (Italien) den Start ab, nachdem die Maschine schon abgehoben hatte. Das Flugzeug wurde zerstört, aber alle 7 Besatzungsmitglieder und 26 Passagiere überlebten.[7]